# Serra (Communauté valencienne)
Pour les articles homonymes, voir Serra.
Serra (en valencien et en castillan) est une commune d'Espagne de la province de Valence dans la Communauté valencienne. On trouve également en valencien une autre dénomination Serra de Portaceli. La commune est située dans la comarque du Camp de Túria et dans la zone à prédominance linguistique valencienne.

## Géographie

Localisation de Serra
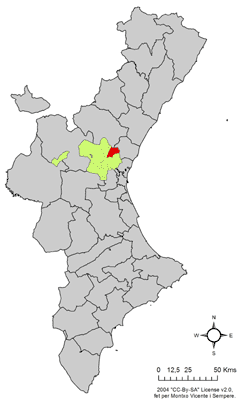
dans la Communauté valencienne.
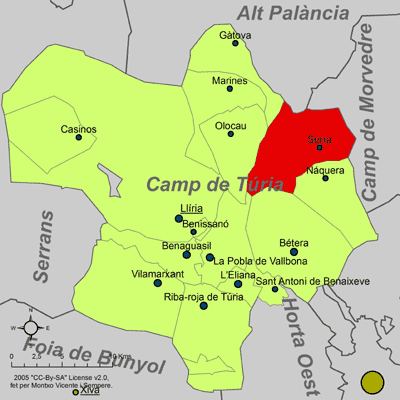
dans la comarque du Camp de Túria.

### Localités limitrophes
Le territoire communal de Serra est voisin de celui des communes suivantes :
Gátova, Olocau, La Pobla de Vallbona, Bétera, Náquera, Torres Torres, Estivella et Segart, situées dans la province de Valence, et Segorbe dans la province de Castellón.

## Démographie
| 1990  | 1992  | 1994  | 1996  | 1998  | 2000  | 2002  | 2004  | 2005  |
| ----- | ----- | ----- | ----- | ----- | ----- | ----- | ----- | ----- |
| 1.408 | 1.467 | 1.634 | 1.794 | 1.712 | 1.915 | 2.012 | 2.335 | 2.478 |

### Sources
- (es) Cet article est partiellement ou en totalité issu de l’article de Wikipédia en espagnol intitulé « Serra » (voir la liste des auteurs).